# George Motola
George Motola, född 15 november 1919 i Hartford, död 15 februari 1991, var en amerikansk producent, låtskrivare och ljudingenjör.